# Tolrestat
Tolrestat (INN) (AY-27773) là một chất ức chế men khử aldose  đã được phê duyệt để kiểm soát các biến chứng tiểu đường nhất định.
Mặc dù nó đã được phê duyệt để bán trên thị trường ở một số quốc gia, nhưng nó đã thất bại trong thử nghiệm giai đoạn III ở Mỹ do độc tính và không bao giờ nhận được sự chấp thuận của FDA. Nó đã bị Wyeth ngừng sử dụng vào năm 1997 vì nguy cơ nhiễm độc gan nặng và tử vong. Nó được bán dưới tên thương mại Alredase.